# 天祿閣
天祿閣，全名“天祿麒麟閣”，修建於漢高祖七年（前195年），漢初丞相蕭何在監修未央宮時修建的，主要存放自秦國宮廷所獲文史、典籍之所。劉向父子在此撰寫《別錄》、《七略》，揚雄曾在天祿閣讀書。周祈《名義考》：「襏除不祥，故謂辟邪，永緩百祿，故謂天祿。漢立天祿閣門，古人置辟邪於步橋上，皆取撥除永緩之意。」
遗址现在的地址是：西安市未央区未央宫乡小刘寨村。遗址是一高土台，又称刘向寺，在小刘寨小学内。正西大约一公里是石渠阁。